# Antoine Bullant
Antoine Bullant, także Anton, Antonio lub Jean Bulant, Bullandt, Biułan, cz. Antonín Štěpán Bulant (ur. 9 lutego 1751 w Mielniku, zm. 13 czerwca?/25 czerwca 1825 w Petersburgu) – kompozytor i fagocista przypuszczalnie czeskiego pochodzenia.

## Życiorys
Brak szczegółowych informacji na temat jego życia. Około 1771 roku przybył do Paryża, gdzie działał jako fagocista i kompozytor. W 1780 roku wyjechał do Petersburga, gdzie początkowo działał jako fagocista-wirtuoz, a później związany był z orkiestrą dworską. Od 1784 roku handlował instrumentami muzycznymi, później także nutami. Był jednym ze współzałożycieli Towarzystwa Filharmonicznego w Petersburgu (1802).
Skomponował operę Stibienszczyk (wyst. Petersburg 1784) oraz operę komiczną Winietta ili Taras w ule (wyst. Petersburg 1799). Ponadto był autorem pięciu symfonii oraz szeregu dzieł kameralnych.